# Schach von Wuthenow
Schach von Wuthenow – Un récit du temps du régiment Gensdarmes (titre original : Schach von Wuthenow – Erzählung aus der Zeit des Regiments Gensdarmes) est un roman de l'écrivain allemand Theodor Fontane, publié en 1883.

## Historique
D'abord publié en feuilleton dans la Vossische Zeitung courant 1882, le roman est édité en volume à Leipzig en 1883.

## Résumé
Tout sourit à Schach von Wuthenow. De noble famille, il est Rittmeister (chef d'escadron) au régiment des gens d'armes (de), le plus prestigieux de Prusse, le plus chargé de traditions. D'une totale fidélité à l'église luthérienne et à la couronne, il incarne toutes les vertus prussiennes. On admire sa prestance, il plaît aux femmes, est reçu dans la haute société berlinoise, fréquente le célèbre théoricien militaire Dietrich Adam Heinrich von Bülow, est même lié au prince Louis-Ferdinand de Prusse, cousin du roi, lui aussi militaire renommé ainsi qu'artiste et musicien.
Toujours célibataire, Schach von Wuthenow courtise vaguement Joséphine von Carayon, belle veuve cultivée qui tient salon à Berlin. Elle a une fille, Victoire, naguère connue pour sa gracieuse fraîcheur, mais qui a été défigurée par la petite vérole quand elle avait quinze ans.
Dans un moment d'égarement sensuel, Schach entreprend la jeune fille, qui se donne à lui. Victoire est enceinte ; le scandale couve. Sa mère enjoint au bel officier de « réparer ». Schach temporise, songe à quitter l'armée pour se marier avec Victoire, car il ne se voit pas endurer les moqueries de ses camarades avec une épouse au visage grêlé. Joséphine von Carayon implore le roi d'intervenir pour rappeler Schach von Wuthenow à son devoir.
Écartelé entre deux dimensions inconciliables de son code d'honneur, Schach obtempère, et se donne la mort à peine célébré le mariage.

## Contexte historique
Ce récit s'inspire étroitement d'une histoire vraie, celle du major prussien Otto Friedrich Ludwig von Schack (de) qui, afin de régler ses dettes, avait épousé une certaine Victoire von Crayen, fille peu attirante mais richement dotée d'une salonnière berlinoise d'origine huguenote, Henriette von Crayen (de) née Leveaux. Redoutant les railleries de ses pairs, von Schack se suicida en 1815.
Fontane a par contre choisi de placer son récit à l'été 1806, tandis que la Prusse d'ancien régime vivait ses derniers mois, avant que son armée soit détruite à l'automne par les forces napoléoniennes aux batailles de Saalfeld (où le prince Louis Ferdinand trouvera la mort), d'Iéna et Auerstaedt. Le régiment Gensdarmes sera dissous à la suite de ces désastres.
L'auteur met dans la bouche de Bülow une phrase sarcastique visant la dégénérescence bureaucratique de cette armée prussienne qui s'imagine encore au temps glorieux du Grand Frédéric : « Une armée qui a remplacé l'honneur par l'arrogance, et dont l'âme n'est plus qu'un mécanisme d'horlogerie — un mécanisme qui ne va pas tarder à se détraquer ».
En ce sens, le livre est une chronique de l'agonie d'un monde dont Schach est la métaphore. Au fil du récit, il se dévoile sans vraie personnalité (significativement, Fontane ne donne jamais le prénom de Schach, patronyme qui signifie en allemand « échec », en opposition à « Victoire »). Il n'est mû que par la routine et l'opinion des autres, ce qui le conduira à sa perte. Même son idée d'aller rendre visite à Victoire un soir qu'elle était seule dans sa maison lui a été inspirée par le prince Louis-Ferdinand, qui avait observé qu'après tout, l'infortunée jeune fille avait « la beauté du Diable » (en français dans le texte).